# 白昼夢 (プロレス)
白昼夢（はくちゅうむ）は、東京女子プロレス所属のプロレスラー、辰巳リカと渡辺未詩によるタッグチーム。

## 来歴
2019年10月19日、両国KFCホール大会で行われたプリンセスタッグ王座戦終了後、王座を防衛したNEO美威獅鬼軍の沙希様&操に対し、辰巳リカと渡辺未詩が「NEO美威獅鬼軍を倒す」という共通の目的のもとにタッグを組んで挑戦を表明。11月2日のDDT・KFCホール大会でタッグチーム名を「白昼夢」としたことを発表。11月3日のDDT・両国国技館大会で行われたプリンセスタッグ王座戦で勝利し、第6代王者組となる。その後、沙希様と操の間に綻びが生じはじめ、最終的に操はハイパーミサヲに戻る決意をしてNEO美威獅鬼軍を脱退、沙希様もパリへと帰国し、辰巳と渡辺の目的は達成された。
白昼夢は、2020年11月7日の東京ドームシティホール大会で爆れつシスターズ（天満のどか&愛野ユキ）に敗れるまでほぼ1年にわたって王座を保持し、4度の防衛に成功した。既に両者の目的は達成されて久しかったが、試合後に辰巳が「白昼夢はこのままでは終わりません。」と発言、王座奪回を目指してタッグチームの活動を継続する。
王座陥落後、2022年2月11日に「"ふたりはプリンセス"Max Heartトーナメント」の決勝で爆れつシスターズを退けて優勝し、王座奪還のチャンスを得る。3月19日の団体初の両国国技館大会「GRAND PRINCESS '22」で、王者組のマジカルシュガーラビッツ（坂崎ユカ&瑞希）に挑んだが敗れた。その後、2023年6月11日の後楽園ホール大会でマジカルシュガーラビッツに再度挑戦する予定だったが、坂崎の負傷欠場に伴う王座返上によってタイトルマッチが中止に。2023年9月10日の新王者決定戦の予選に出場したが勝利できず、2024年1月4日の新王者決定3wayマッチにもエントリーしたが敗れて王座奪還に失敗。直後に始まったタッグトーナメントでは決勝まで勝ち進んだものの、でいじーもんきー（鈴芽＆遠藤有栖）に敗れて準優勝となり、王座挑戦権を手に入れることはできなかった。
2024年3月31日、「GRAND PRINCESS '24」で渡辺が山下実優から勝利してプリンセス・オブ・プリンセス王座を獲得。6月9日の後楽園ホール大会でバートビクセンから王座防衛に成功した渡辺に対し、試合後のリング上で王座挑戦を表明をしに現れたのはタッグパートナーの辰巳だった。7月20日の「SUMMER SUN PRINCESS '24」のメインイベントで両者の対決が行われたが、渡辺が勝利。試合後のコメントで渡辺がタッグチームの継続を望んでいたのに対し、辰巳が「今日で白昼夢は一区切り」と一方的に宣言、事実上のタッグ解消となった。
しかし、タッグ解消から1年近くが経とうとしていた2025年6月7日、品川プリンスホテル・クラブeX大会で、中島翔子が鳥喰かやからMLW世界女子フェザー級王座を防衛した試合の後、中島がハイパーミサヲとやりとりをしている最中に辰巳と渡辺が刺股を持って乱入。中島とミサヲを拘束し、タッグチームの復活をアピールするとともにプリンセスタッグ王座への挑戦を表明して王者組の享楽共鳴に受諾させる。白昼夢と享楽共鳴の対戦は7月21日の「SUMMER SUN PRINCESS '25」で行われ、連携攻撃や得物とした刺股を使った攻めで王者組を追い込むが、渡辺が中島のダイビング・セントーンで3カウントを奪われて王座復帰はならなかった。

## 合体技
白昼夢エタニティ
渡辺がカナディアン・バックブリーカーの体勢にした相手に、辰巳がドラゴン式ツイスト・オブ・フェイトをかける技。技名の読みは「デイドリーム・エタニティ」。

## 獲得タイトル
- プリンセスタッグ王座（第6代）
- "ふたりはプリンセス"Max Heartトーナメント 優勝（2022年）